# Torshälla
Torshälla (pronúncia /ˈtɔ̂ʂːˌhɛlːa/;  ouça a pronúncia) é uma cidade sueca da  província da Södermanland, na região da Svealand.
Pertence ao município de Eskilstuna, no condado de Södermanland.
Possui 9,33 quilômetros quadrados e segundo censo de 2018, havia 9 331 habitantes.
Está situada a 6 km a noroeste da cidade de Eskilstuna, na margem do rio Eskilstunaån, antes de este deaguar no lago Mälaren.
Torshälla vive à sombra da vizinha Eskilstuna, apesar de ter recebido o seu foral de cidade (stadsrättigheter) em 1317, isto é 300 anos antes de aquela.

## Etimologia
O nome geográfico Torshälla deriva de Tor o harg significando local de sacrfícios ao deus Thor.
A cidade está mencionada como Thorsharchum, em 1252, e como Thorshaergi, em 1296.

## Comunicações
A cidade está localizada a norte da  estrada europeia E20 (Malmö-Gotemburgo-Estocolmo) e na proximidade da  estrada nacional 56 (Norrköping-Gävle).

## Património turístico
Alguns pontos turísticos mais procurados atualmente são:

- Cidade antiga de Torshälla (Gamla Torshälla) – quarteirões antigos com casas de madeira e calçadas de pedras arredondadas
- Igreja de Torshälla  (Torshälla kyrka) – parcialmente do século XII com pinturas murais de Albertus Pictor

Torshälla
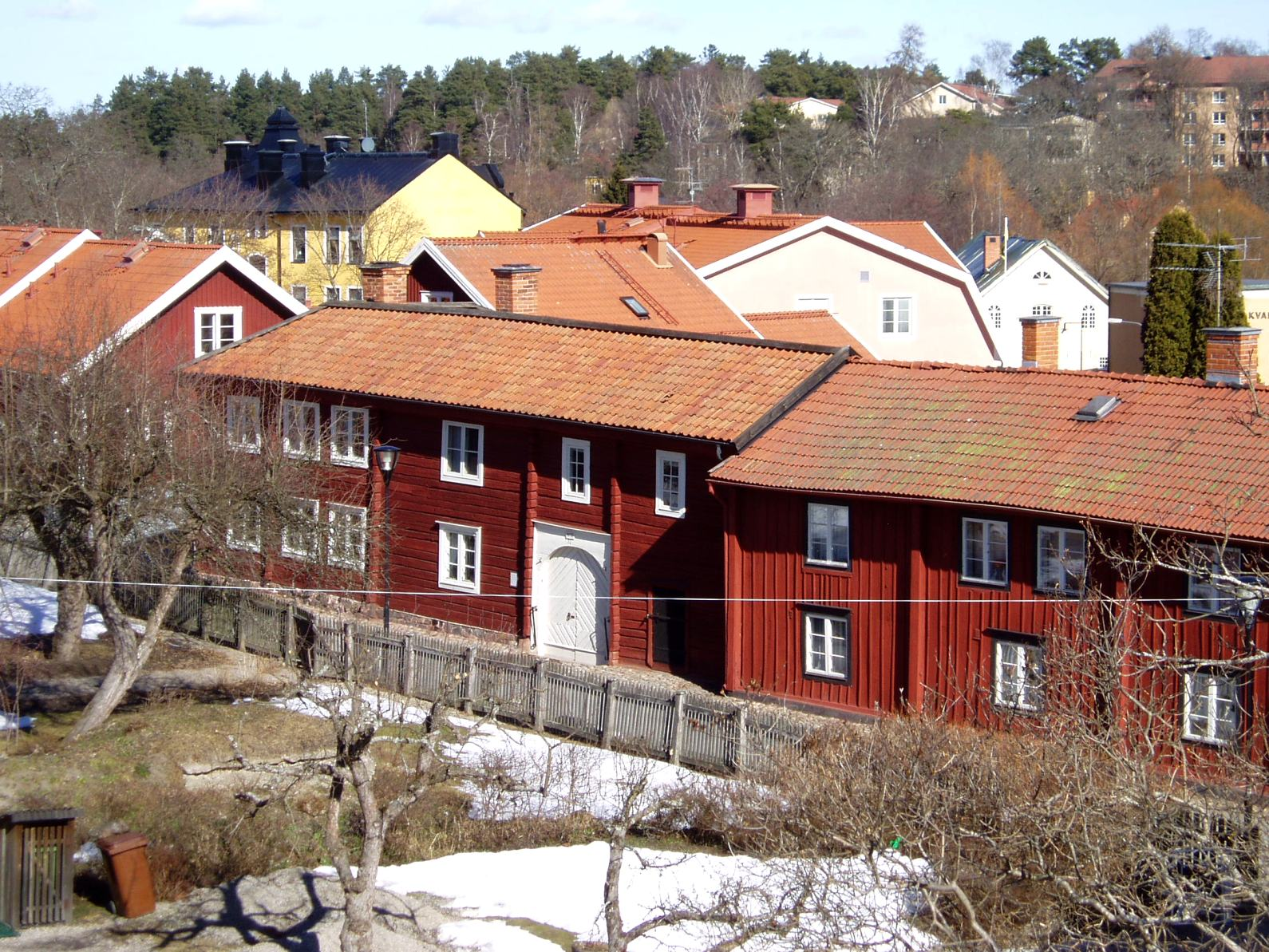
Bergströmska gården na cidade antiga
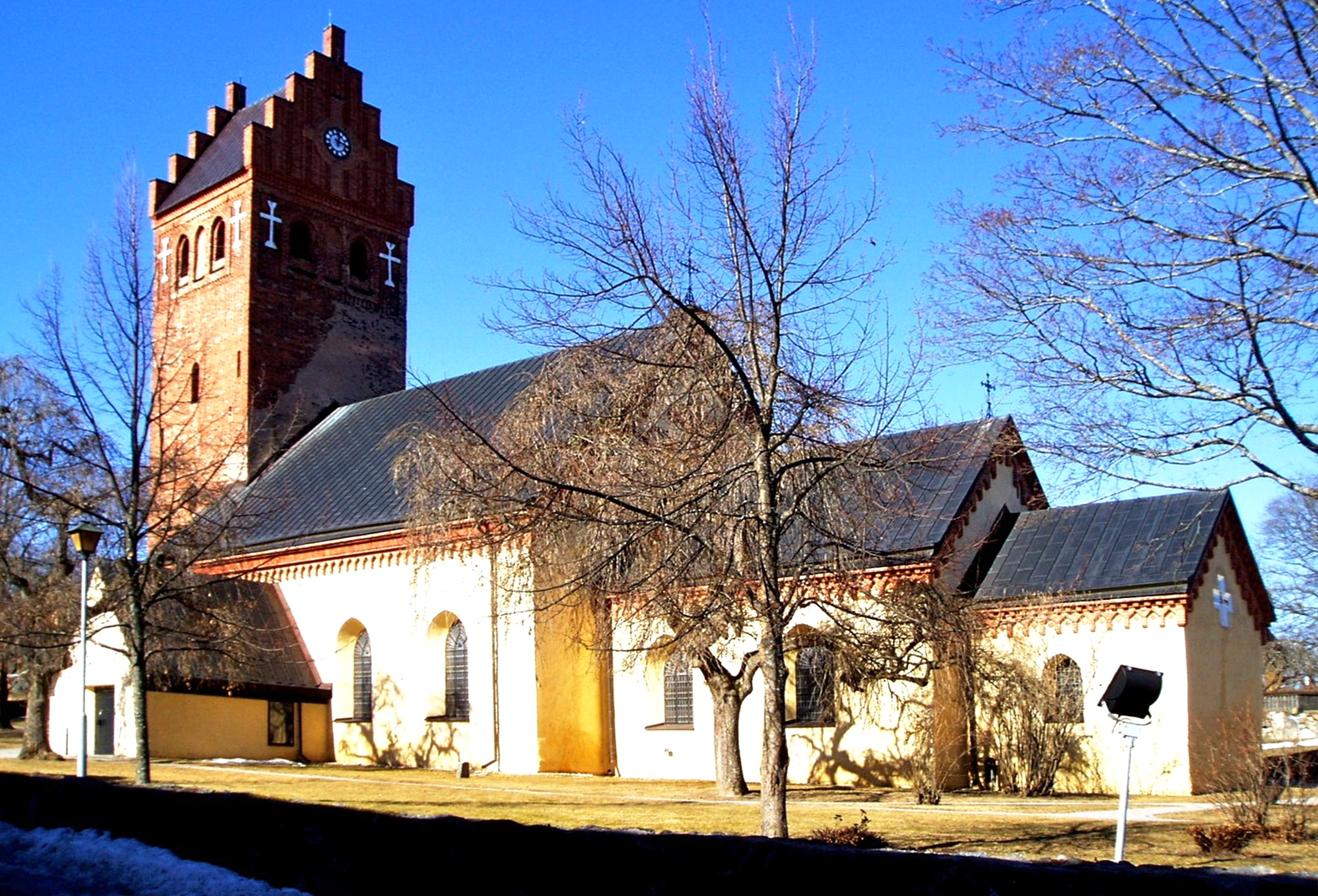
A igreja de Torshälla
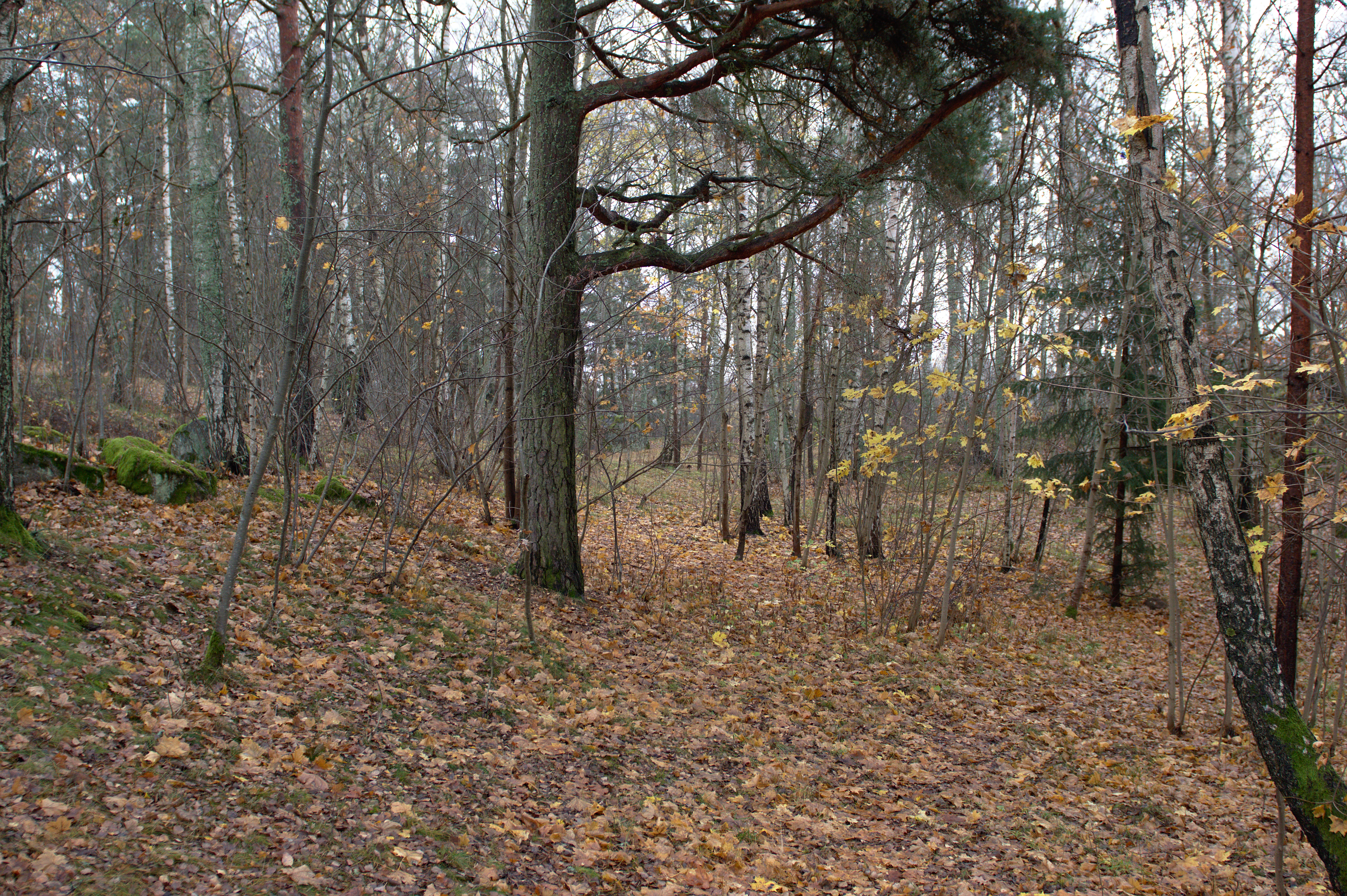
A reserva natural de Gökstenen
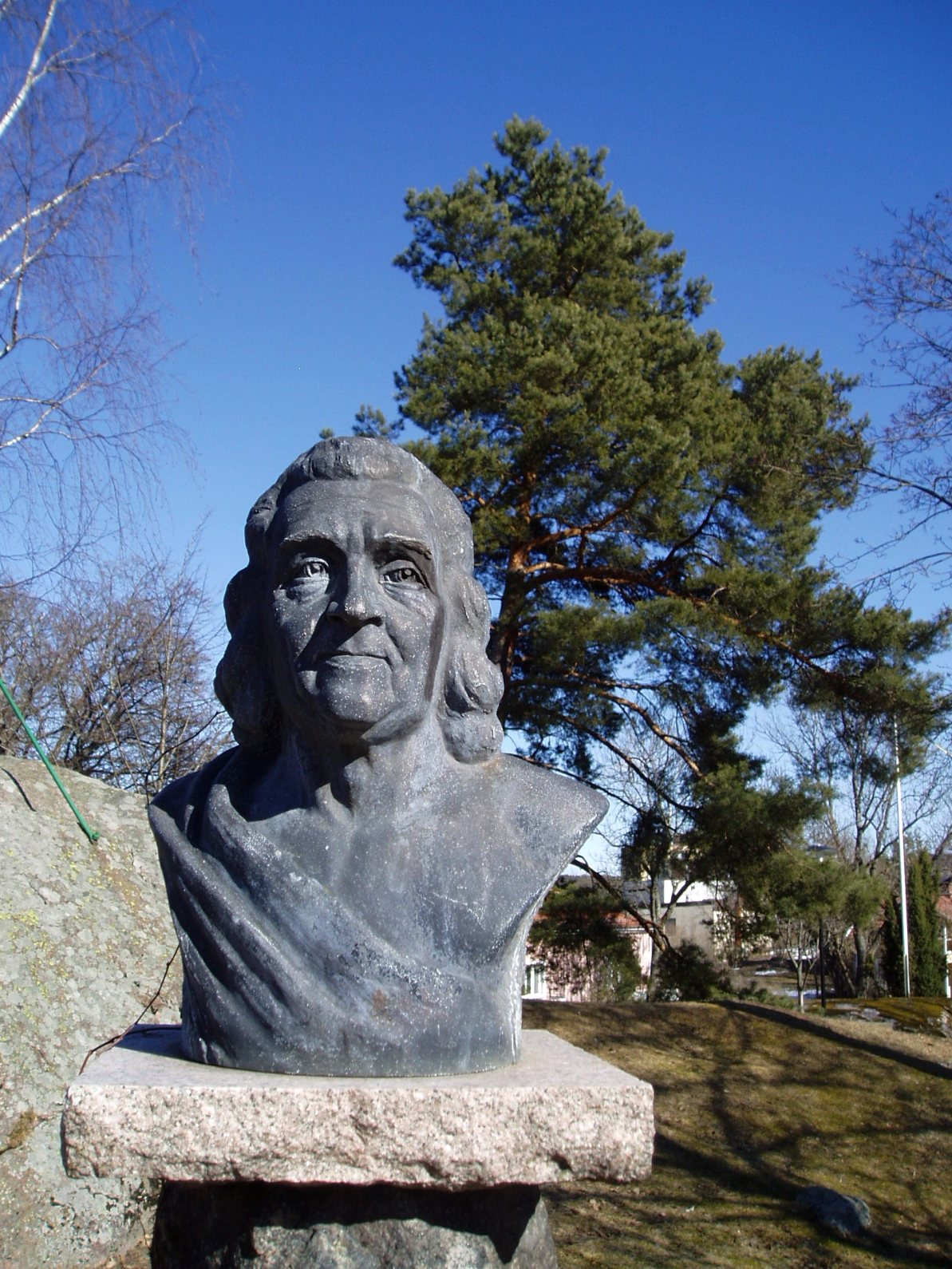
Busto de Lineu